# Армейский сборник
Армейский сборник — российский научный военно-технический и практико-методический журнал, издающийся Министерством обороны Российской Федерации с июля 1994 года и являющийся его печатным органом. Учредителем журнала является Генеральный штаб ВС РФ, целевой аудиторий — военные профессионалы различного уровня, прежде всего — офицеры войскового звена. Предтечей «Армейского сборника» считается ежемесячный журнал «Военный сборник», который издавался в Российской империи в период 1858—1917 годов.

## Тематика
Журнал «Армейский сборник» был создан на основе трёх видовых журналов («Военный вестник», «Авиация и космонавтика» и «Вестник противовоздушной обороны») и двух центральных изданий («Военно-экономический журнал» и «Техника и вооружение»), которые на момент создания «Армейского сборника» были упразднены. В настоящее время он занимается освещением целого ряда тематических областей, а именно:
- вопросами боевой и специальной подготовки войск, военной экономики и тылового обеспечения,
- теоретическими и практическими наработками в области современного общевойскового боя,
- вопросами обеспечения социальной и правовой защиты военнослужащих, военно-патриотического и воинского овспитания,
- распространением информации о государственной военной политике и её анализ,
- социологическими проблемами психологии воинского коллектива,
- методики подготовки личного состава всех видов вооружённых сил и родов войск[2].